# مورتن أندرسن (لاعب كرة قدم أمريكية)
مورتن أندرسن (بالدنماركية: Morten Andersen)‏ هو لاعب كرة قدم أمريكية دنماركي، ولد في 19 أغسطس 1960 في بلدة سترير ‏ في الدنمارك.

## وصلات خارجية
- الموقع الرسمي
- مورتن أندرسن على موقع إي إس بي إن.كوم (أن.أف.أل)3
- مورتن أندرسن على موقع مرجع كرة القدم المحترفة.كوم (الإنجليزية)
- مورتن أندرسن على موقع قاعة لويزيانا للمشاهير الرياضية (الإنجليزية)
- مورتن أندرسن على موقع IMDb (الإنجليزية)
- مورتن أندرسن على موقع الموسوعة البريطانية (الإنجليزية)